# Salmon Chase
Salmon Portland Chase (Cornish, New Hampshire, 13 januari 1808 – New York, 7 mei 1873) was een Amerikaans jurist en politicus die als minister van Financiën onder president Abraham Lincoln diende en van 1864 tot aan zijn dood in 1873 Opperrechter (Chief Justice) was aan het Amerikaans Hooggerechtshof, het Supreme Court.
Chase werd op 13 januari 1808 geboren en studeerde aan het Dartmouth College alwaar hij in 1826 afstudeerde. Hij voltooide zijn rechtenstudie onder minister van Justitie, William Wirt in Washington. Hij vestigde zich hierna in Cincinnati (Ohio), alwaar hij naam kreeg voor zijn verdediging van ontsnapte slaven uit de Zuidelijke staten. Zijn oppositie tegen de slavernij bezorgde hem bekendheid in de kringen van de abolitionists, antislavernijactivisten, hoewel hij niet de militante methodes van enkele meer bekende abolitionists overnam maar zich meer richtte op de politieke hervorming van het instituut van de slavernij.
Vanaf 1841 behoorde Chase tot de Liberty Party, de Vrijheidspartij, die een antislavernijbeleid voorstond. In 1848 collaboreerde hij met oud-president Martin Van Buren om de Free Soil Party op te richten. Een jaar later veroverde Chase een senaatszetel als vertegenwoordiger van Ohio. In de senaat verzette hij zich onder meer tegen het Compromise of 1850 en sprak hij zich herhaaldelijk uit tegen de slavernij. In 1855 werd hij verkozen als gouverneur van Ohio waar hij de eerste Republikeinse gouverneur werd. Chase had eerder meegeholpen de Republikeinse Partij op te richten.
Nadat Lincoln voor de Republikeinen in 1861 in het Witte Huis kwam te zitten werd Chase opgenomen in Lincolns kabinet als minister van Financiën. Als minister voerde Chase tijdens de Burgeroorlog belangrijke hervormingen door op het gebied van de banken en de uitgifte van papiergeld om zo de oorlog beter te kunnen financieren. Voor de eerste maal in de Amerikaanse geschiedenis werden in 1862 bankbiljetten uitgegeven die deels door Chase zelf waren ontworpen en de bijnaam greenbacks kregen.
In 1864 droeg president Lincoln zijn minister van Financiën voor als opperrechter aan het Hooggerechtshof alwaar hij tot 1873 zou dienen. Tijdens de impeachmentzaak tegen president Andrew Johnson zat Chase, zoals voorgeschreven in de Grondwet, de Senaat voor. Ironisch genoeg werden tijdens zijn periode aan het hof enkele van de door hem doorgevoerde financiële middelen ongrondwettelijk verklaard.
Op 7 mei 1873 overleed Chase in New York. Als eerbetoon voor zijn werk als minister van Financiën tijdens de Burgeroorlog siert zijn portret het biljet van $10.000 dat in de eerste helft van de 20e eeuw uitgegeven werd.

## Galerij

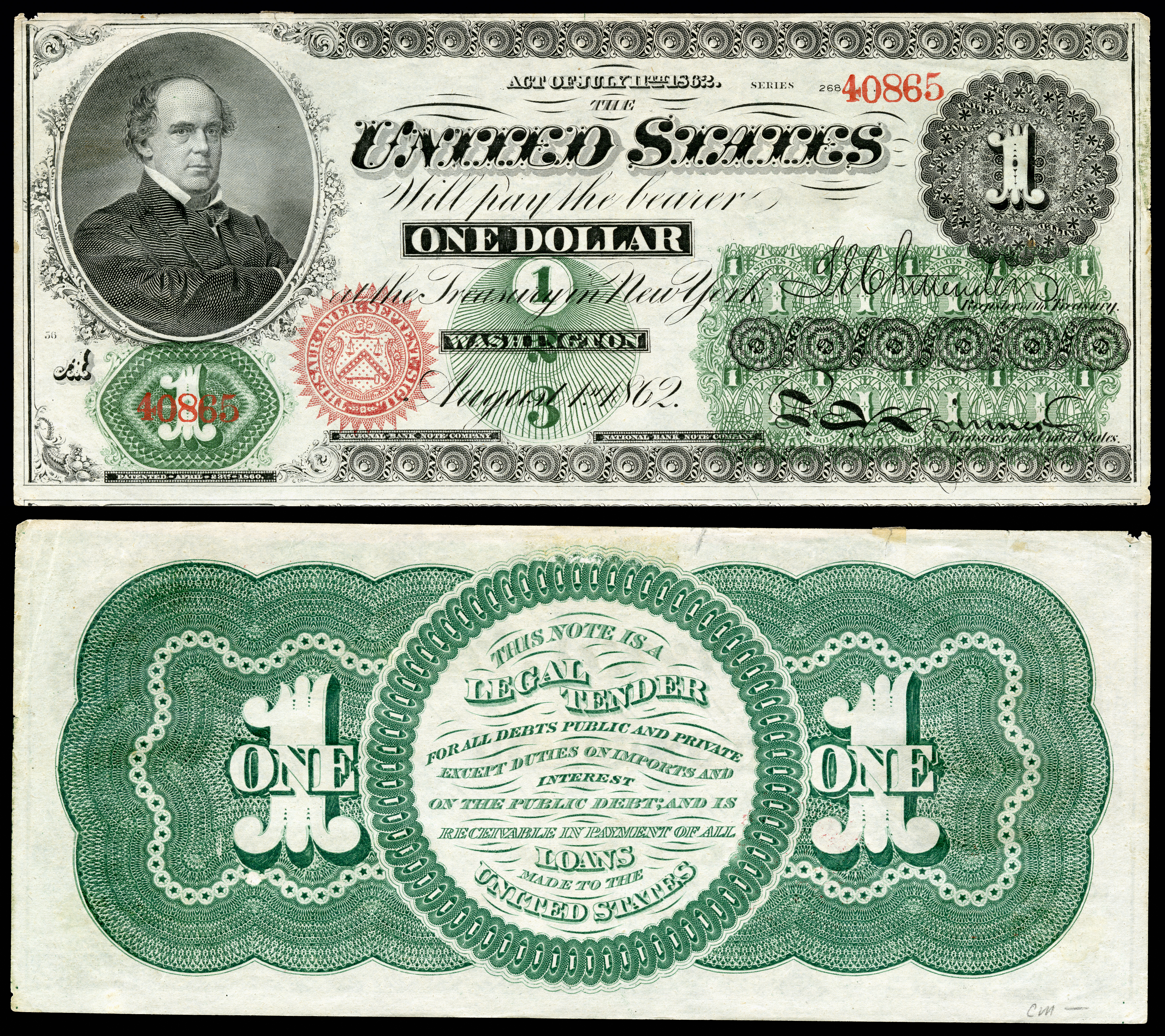
1 dollar biljet (1862-1863)
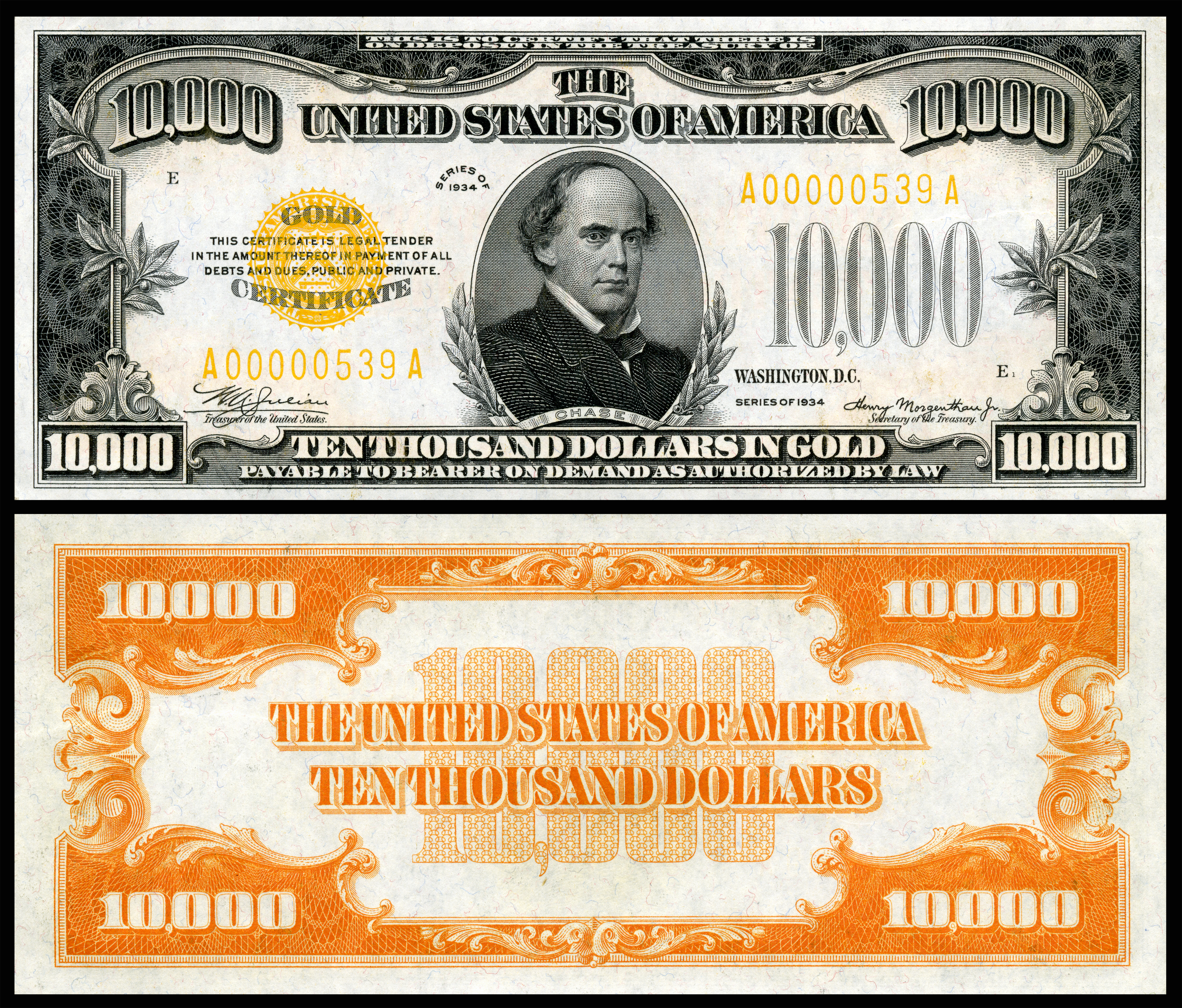
10.000 dollar biljet (1934)